# 赤尾由美
赤尾 由美（あかお ゆみ、1965年〈昭和40年〉5月7日 - ）は、日本の実業家、政治言論人。元参政党共同代表で、その躍進に貢献した「ゴレンジャー」と呼ばれる5人のコアメンバーの1人だった。大日本愛国党創設者の赤尾敏の姪。

## 来歴
東京都豊島区生まれ。父・四郎は日本で唯一一円硬貨の円形素材を製造しているアルミ圧延メーカーのアカオアルミグループを創業した。
1988年、明治大学文学部卒業後、行政書士の講師やジャズダンスのインストラクターなどを務めた。
1996年、父・四郎の死去に伴いアカオアルミグループの代表に就任、経営を担う。同グループは現在、東京都練馬区と栃木県、群馬県に計4つの工場と3つの事業部でアルミの圧延、鍋などの製品、不動産業、自社製品の開発などを展開している。
2014年、河添恵子らと共に「国防女子が行く」を執筆・出版。言論活動を開始する。
2017年第48回衆議院議員総選挙に比例代表東京ブロックから日本のこころ公認で立候補するも落選。
経営の傍ら、講演活動や対談、執筆活動を続けている。
2021年12月より松田学、吉野敏明と共に参政党共同代表に就任。2022年7月10日に執行された第26回参議院議員通常選挙に参政党公認で比例区から出馬したが、落選した。落選後、党共同代表を退任したがボードメンバー（党執行部）には留まった。
2023年4月26日付で参政党のボードメンバーを退任。今後は党のアドバイザーを務めるという。
同年7月26日、参政党は第50回衆議院議員総選挙の比例代表東京ブロック単独候補（名簿2位）に赤尾を充てることを発表。しかし、8月30日には党のボード会議で赤尾のアドバイザー退任及び衆院選の公認取り消しが了承された。11月23日、参政党を離党した。

## 政策
- 男系による皇位存続を支持[26]。日本会議の友好団体「皇統（父系男系）を守る国民連合の会」の呼びかけ人の1人である[26]。
- 反グローバル化を支持[6][27]。既存政党は多国籍企業によるグローバリスト利権の一部であるとする[6][27]。2022年の参院選の政見放送では、日本の既存政党が利権団体や中国、アメリカ、グローバル企業に日本人の生命や健康を売り渡していると主張した[27]。
- COVID-19は、計画されたパンデミック（プランデミック）であり、目的は国民を恐怖でコントロールし、経済を崩壊させ、薬物を摂取させることであるとし、国民を食い物にするために、次のウイルスのシナリオが用意されているとする[6]。

## 人物
- 2023年3月4日、参政党の第3回の政治資金パーティー「春のBAN政り」が開催され、赤尾はバレエを披露した[28][29]。
- ユダヤ系のアルゲマイナー紙は、「参政党の役員には、神田外語大学のジェフリー・ホール教授が『戦後日本史上最も悪名高いウルトラナショナリストの一人』と評した赤尾敏（大日本愛国党創設者[7]）の姪、赤尾由美がいる」と書いている[8]。

### スピリチュアル
- 2022年の参院選の選挙演説では、「国民運動を神様が応援してくれている」と話し、また「友人の霊能力者、並木良和の言葉をきっかけに気づいた」「我々は何かを見せられ、イリュージョンを見せられている。それに気づかなければ羊のように誘導されるだけ」「戦後の唯物史観教育により死んだら終わりと思わされている」と発言している[6]。
- パワーストーンショップのYouTubeチャンネルに頻繁に登場し[30]、その店が主催した「祈りを捧げた」エネルギー大豆を増やす会に目玉ゲストとして登場している[5][6][31]。また、木村拓哉の母親と[32]パワーストーンショップの動画で何度も共演している[30][33]。

## 著作

### 単著
- 『諸法令6科目 (行政書士・合格シリーズ)』早稲田経営出版、1995年。ISBN 978-4898234891。
- 『過去問パーフェクト―法令3法・諸法令6科目 (行政書士・合格シリーズ)』早稲田経営出版、1995年。ISBN 978-4898233672。
- 『民進党(笑)。 - さようなら、日本を守る気がない反日政党』ワニブックス、2016年。ISBN 978-4847065767。
- 『愛の右翼 赤尾 敏 (91歳の生涯で3万回以上の辻説法を行った「伝説の右翼」)』マキノ出版、2018年。ISBN 978-4837672722。
- 『赤尾由美の辻説法』青林堂　2020年。ISBN 978-4792606800。霊能力者の並木良和との対談を収録[34]。

### 共著
- 清宮寿朗、赤尾由美『法令3法 (行政書士・合格シリーズ)』早稲田経営出版、1995年12月10日。ISBN 978-4898233993。
- 河添恵子、葛城奈海、赤尾由美、兼次映利加『国防女子が行く なでしこが国を思うて何が悪い』ビジネス社、2014年12月10日。ISBN 978-4828417875。
- 吉野敏明、赤尾由美『参政党の吉野と赤尾が語るブレない生き方』青林堂、2022年3月。ISBN 9784792607227。

## 寄稿・対談
- 「赤尾敏先生ならトランプ現象を、どう見ただろう　高須克弥/赤尾由美 」『正論　2016年5月号』（日本工業新聞社、2016年4月1日、ASIN B01BVS0DEC）
- 「赤尾敏先生に比べればSEALDsなんて　高須克弥/赤尾由美」『正論　2016年6月号』（日本工業新聞社、2016年5月1日、ASIN B01EG98T94）
- 「赤尾敏流〝外交〟なら、ロシアは樺太も返す?　高須克弥/赤尾由美」『正論　2016年7月号』（日本工業新聞社、2016年6月1日、ASIN B01EG98T94）
- 「日露新時代の幕開け　国防女子が往く! 安倍さん、プーチンって大丈夫なの？　河添恵子・赤尾由美」『月刊Will 2016年11月号』（ワック、2016年9月26日、ASIN B01IW56WGA）
- 「さぁ、トランプだ 覚悟せよ！　【国防女子座談会】 トランプ当選でホッとしたネ　河添恵子・赤尾由美・葛城奈海・兼次映利加」『月刊Will 2017年1月号』（ワック、2016年11月26日）
- 「国防女子座談会　日本ファースト　安倍さんもトランプを真似たら　河添恵子・赤尾由美・杉田水脈」『月刊Will 2017年3月号』（ワック、2017年1月26日）
- 「中小企業の現場から見た日本経済」『ジャパニズム 37』（青林堂、2017年6月10日、ISBN 978-4792605940）
- 「小池都政の崩壊…小池さんって、権力LOVEの政治屋よネ　河添恵子・赤尾由美・池内ひろ美」『月刊Will 2017年8月号』（ワック、2017年6月26日）
- 「働き方改革の弊害」『ジャパニズム 38』（青林堂、2017年8月10日、ISBN 978-4792605988）
- 「幼稚な正義感を振りかざすな!」『ジャパニズム 40』（青林堂、2017年12月9日、ISBN 978-4792606107）
- 「「人づくり革命」で人が幸せになれるのか?」『ジャパニズム 41』（青林堂、2018年2月10日、ISBN 978-4792606145）

## 出演

### テレビ
- テレビ朝日『朝まで生テレビ!』激論！女性が変える?!ニッポン（2016年4月29日）
- J:COMチャンネル『練馬人物図鑑』（2017年2月13日）